# 春申君
春申君（しゅんしんくん、? - 紀元前238年）は、中国戦国時代の楚の政治家。姓は黄、諱は歇（あつ）。戦国四君の一人。考烈王を擁立し、国勢の傾いた楚を立て直した。

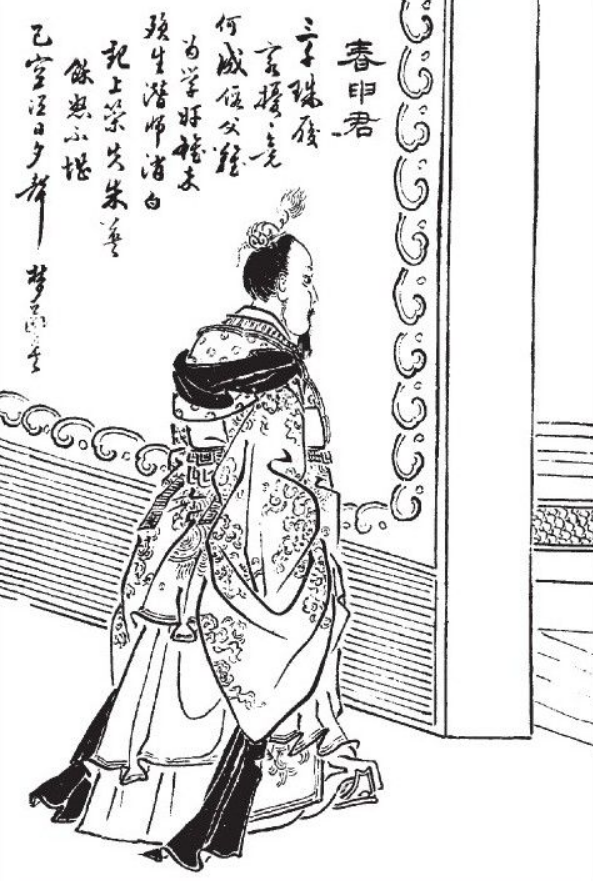
春申君

## 生涯

### 秦の人質
黄歇が国政に最初に登場したのが頃襄王25年（紀元前274年）、頃襄王の命を受けて秦に使いに行った時である。この頃、秦は韓・魏を従えて、楚を攻めようとしていた。黄歇は秦の昭襄王に上書し「強国である秦と楚が争っても互いに傷つき、弱い韓・魏を利するだけ」と説いた。昭襄王はこの理を認め楚と和平することにした。翌年、楚は和平の証として太子完（後の考烈王）を秦に人質として入れることになり、黄歇はその侍従として秦に入った。
頃襄王35年（紀元前264年）、楚の国元で頃襄王が病に倒れた。このままでは国外にいる太子完を押しのけて他の公子のうちの誰かが王となってしまう可能性が強いと、黄歇は秦の宰相の范雎に説いて太子完を帰国させるように願った。范雎からこれを聞いた昭襄王はまず黄歇を見舞いに返して様子を見ることにした。ここで黄歇は太子完を密かに楚へと帰国させ、自らは残ることにした。事が露見した後、昭襄王は怒って黄歇を誅殺しようとしたが、范雎のとりなしもあり、代わりに太子完の弟である公子顛（昌文君）を代わりに人質に要求したことで話はまとまり、黄歇は楚へと帰国することができた。その3カ月後に太子完が即位して楚王となった。

### 令尹として
黄歇は考烈王よりその功績を認められて、令尹に任じられ、淮北（淮河の北）の12県を与えられ、春申君と号した。春申君はその元に食客を3千人集めて、上客は全て珠で飾った履を履いていたという。客の中には荀子もおり、春申君は荀子を蘭陵県の令（長官）とした。
考烈王5年（紀元前258年）、趙の首都邯鄲が秦によって包囲され、平原君が救援を求める使者としてやって来た。春申君はこれに応えて兵を出し、秦は邯鄲の包囲を解いて撤退した。
考烈王15年（紀元前248年）、斉に接する重要な土地である淮北を直轄の郡にすることを考烈王に言上し、淮北の代わりに江東を貰い、かつての呉の城を自らの居城とした。『戦国策』によれば、これは趙の上卿（上級大臣）虞卿の献策を一部受け入れて、王族からの妬みや政治的影響を逸らすために、首都から遠い地に封地を遷したものと伝わる。その後、軍勢を動員して、魯を滅ぼした。
考烈王22年（紀元前241年）、楚・趙・魏・韓・燕の合従軍を率いて、秦を攻めたが、函谷関で敗退した（函谷関の戦い）。この失敗により、考烈王は春申君を責めて疎んじるようになる。
同年、春申君の提言により、楚は寿春へと遷都した。

### 最期
春申君の食客のひとりに趙の人の李園がいた。李園の妹の李環は美人でいずれ考烈王に差し出して出世しようと企んでいた。春申君はその妹を寵愛していた。その後、李園の妹は春申君の子を身籠った。これに対して、李園は考烈王に嗣子がないことに付け込んで、春申君に李園の妹を考烈王に献上し、腹の中の子を考烈王の子として、次代の楚王にすれば、楚を手に入れることができると唆した。春申君はこの策を真に受けてしまい、考烈王に進言し李園の妹を献上した。李園の妹は王后となり、李園は要職についた。
その後、李園は事の露見を恐れて、春申君の命を狙うようになった。春申君の食客の朱英は危機感を覚え、李園の殺害を命じるよう春申君に言ったが、春申君は李園を軽く見ていたのでこれを相手にしなかった。身の危険を感じた朱英は間もなくそのまま逃亡した。
考烈王25年（紀元前238年）、考烈王が病死する。葬儀に向かう春申君は棘門（城門の名前）で待ち伏せていた李園の刺客に従者もろとも殺害され、城外にその首を捨てられた。そして、一族郎党皆殺しとなった。
李園の妹が産んだ子が即位し、幽王となった。

## 死後
春申君と幽王に関しての話は『史記』に拠る。これとよく似た話が呂不韋と始皇帝の間にもあり、この二つの話を史実ではないと考える歴史家もいる（また日本にも白河法皇と平清盛、土岐頼芸と斎藤義龍などの似たような伝承がある）。
なお、幽王は在位10年目の紀元前228年に死に、幽王の同母弟の哀王が継ぐが在位2カ月目で庶兄の負芻に襲撃され殺された。
司馬遷は、『史記』春申君列伝で春申君の最期について「かつて秦の昭襄王を説き伏せて、身を投げて楚の太子を帰国させた輝かしい栄智を持った春申君が、晩年に李園ごときに翻弄されたときには老いぼれていたのだ」と記した後に、古語に言う「当に断ずべくして断ぜざれば、返りて其の乱を招く（決断すべきときに決断しないと、逆に災難をこうむる）」を挙げて評している。

## 春申君を題材とした作品
- 春申君（小説、塚本靑史、河出書房新社、2010年）